# Santa Lucia (Venedig)
Koordinaten: 45° 26′ 26,9″ N, 12° 19′ 17,3″ O

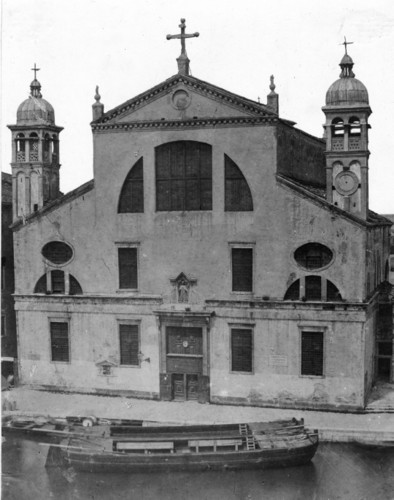
Santa Lucia kurz vor dem Abbruch 1861

Santa Lucia war eine Kirche in Venedig im Sestiere Cannaregio. Sie stand bis 1861 an der Stelle des heutigen gleichnamigen Bahnhofs.

## Geschichte

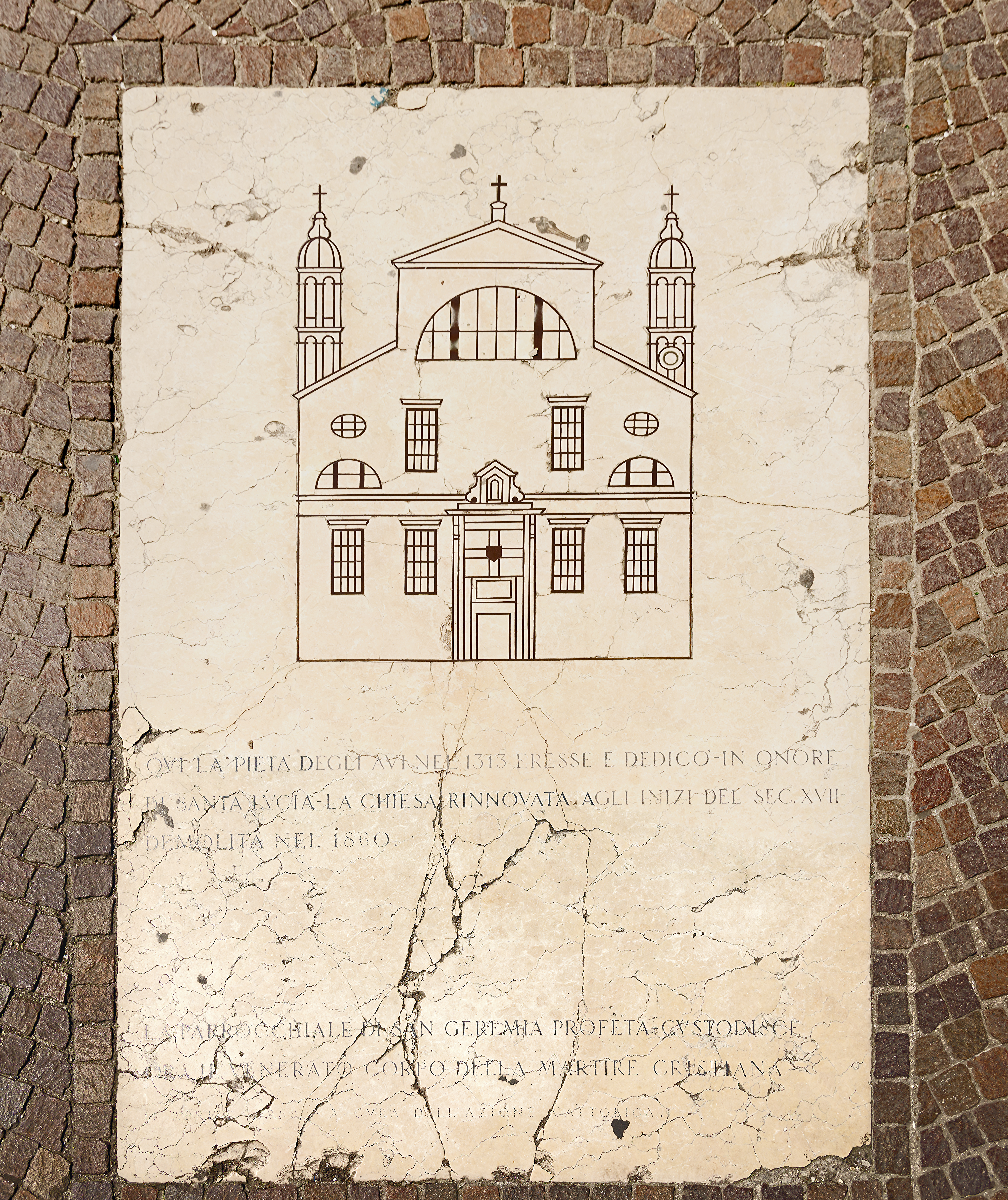
Gedenktafel an der Stelle der Kirche Santa Lucia

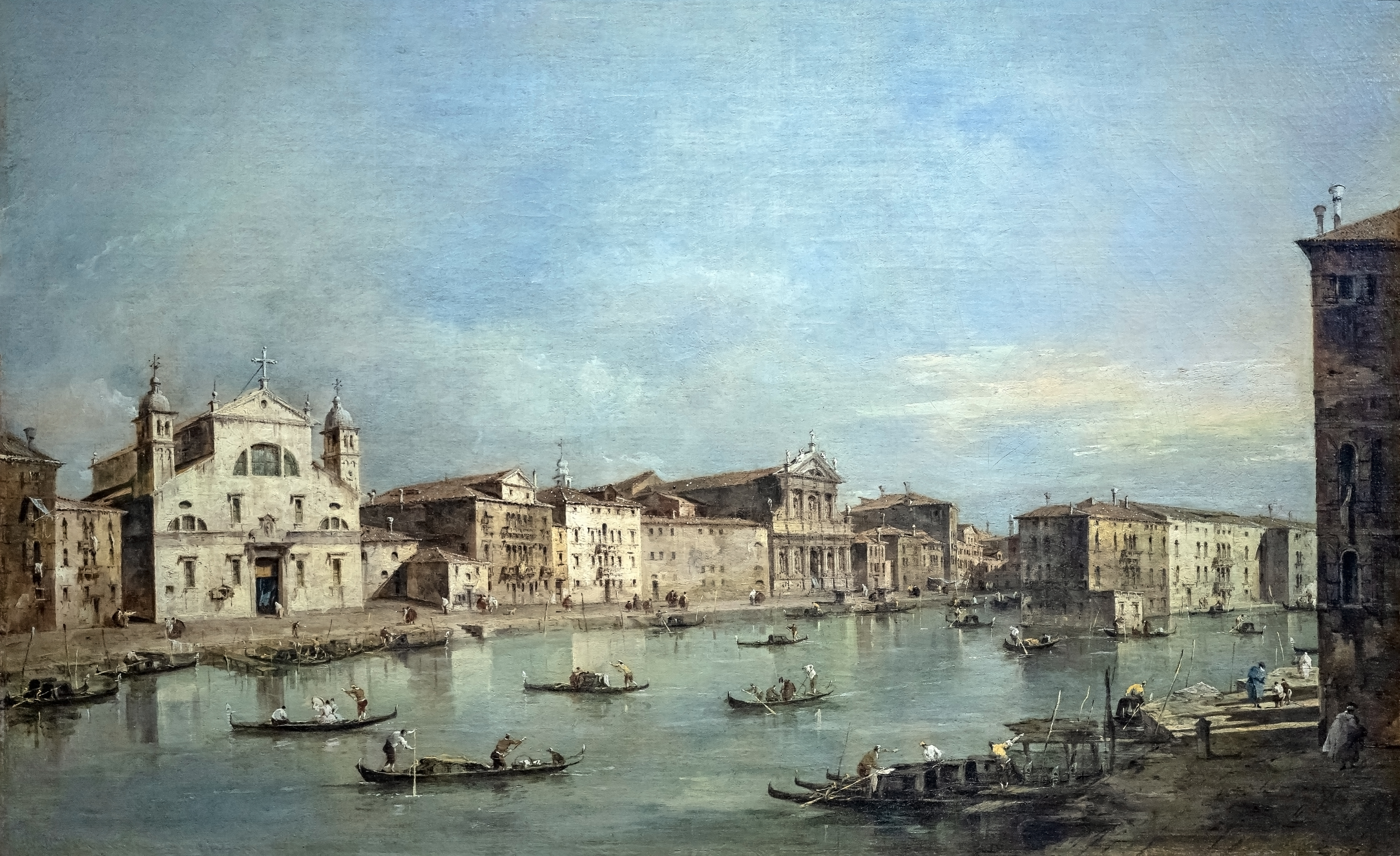
Die Kirche Santa Lucia (links) in einem Gemälde von Francesco Guardi

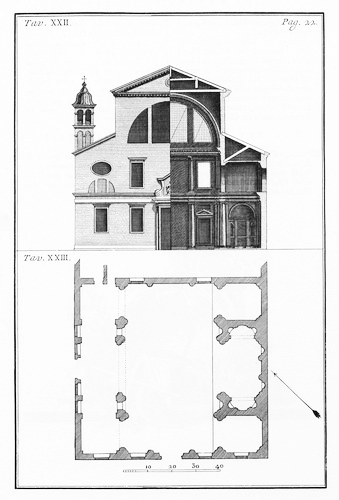
Plan und Ansicht von Francesco Muttoni, aus Architettura di Andrea Palladio vicentino, 1740–1760

Als Pfarrkirche im 12. Jahrhundert gegründet, war sie ursprünglich Mariä Verkündigung geweiht.  Im 4. Kreuzzug raubten die Venezianer 1204 bei der Plünderung von Konstantinopel die Reliquien der Heiligen Lucia von Syrakus. Die Gebeine wurden zunächst auf die Insel San Giorgio Maggiore gebracht. Als es 1279 jedoch bei einer Schiffsprozession zu einem schweren Unfall kam, beschloss man, die Reliquien in diese Kirche zu bringen und diese der Heiligen zu weihen. 1574 wurde die Kirche dem benachbarten Kloster der Serviten angeschlossen. 1580 wurde die Kirche letztmals umgebaut. Es ist umstritten, ob Palladio daran beteiligt war.
Das Kloster der Serviten wurde 1806 durch ein Dekret Napoleons aufgehoben. Unter dem österreichischen Regime begann 1860 der Bau der Bahnstrecke nach Venedig. 1861 bis 1863 wurden Kirche und Kloster abgebrochen, um Platz für einen Bahnhof zu schaffen, der noch heute Venezia Santa Lucia heißt.
Die Gebeine der Heiligen wurden in die nahe gelegene Kirche San Geremia überführt, wo sie sich noch heute befinden.